# کریستوفر چالیس
کریستوفر چالیس (انگلیسی: Christopher Challis؛ ۱۸ مارس ۱۹۱۹ – ۳۱ مهٔ ۲۰۱۲) یک فیلم‌بردار اهل بریتانیا بود. 

## جوایز
چالیس برنده جایزه بفتا بهترین فیلم‌برداری در سال ۱۹۶۶ شده است.

## از منظر دیگران
مارتین اسکورسیزی می گوید:
نمی توان بدون فکر کردن به کریس چالیس، عظمت فیلمسازی بریتانیا را اندازه گیری کرد. کمک کرد تا بریتانیا در آن دوره طولانی و باشکوه سینمای کلاسیک جهان به یک رهبر تبدیل شود.

## فیلم‌شناسی
- نبرد رود پلاته (۱۹۵۶)
- بسته غیرمنتظره (۱۹۶۰)
- مردان پرابهت در طیاره‌های پرسرعت (۱۹۶۵)
- زیبابین (۱۹۶۶)
- نقش عربی (۱۹۶۶)
- دو تا برای جاده (۱۹۶۷)
- چیتی‌چیتی بنگ‌بنگ (۱۹۶۸)
- زندگی خصوصی شرلوک هولمز (۱۹۷۰)
- ماری، ملکه اسکاتلند (۱۹۷۱)
- شازده کوچولو (۱۹۷۴)
- شیطان زیر آفتاب (۱۹۸۲)